# Église Saint-Pierre-ès-Liens de Saint-Pierre-de-l'Isle
L'église Saint-Pierre-ès-Liens est une église située à Saint-Pierre-de-l'Isle, dans le département français de la Charente-Maritime en région Nouvelle-Aquitaine.

## Historique
L'église est donnée à l'abbaye de Saint-Jean-d'Angély en 1104.
L'église est inscrite au titre des monuments historiques par arrêté du 26 mars 1996.

## Galerie

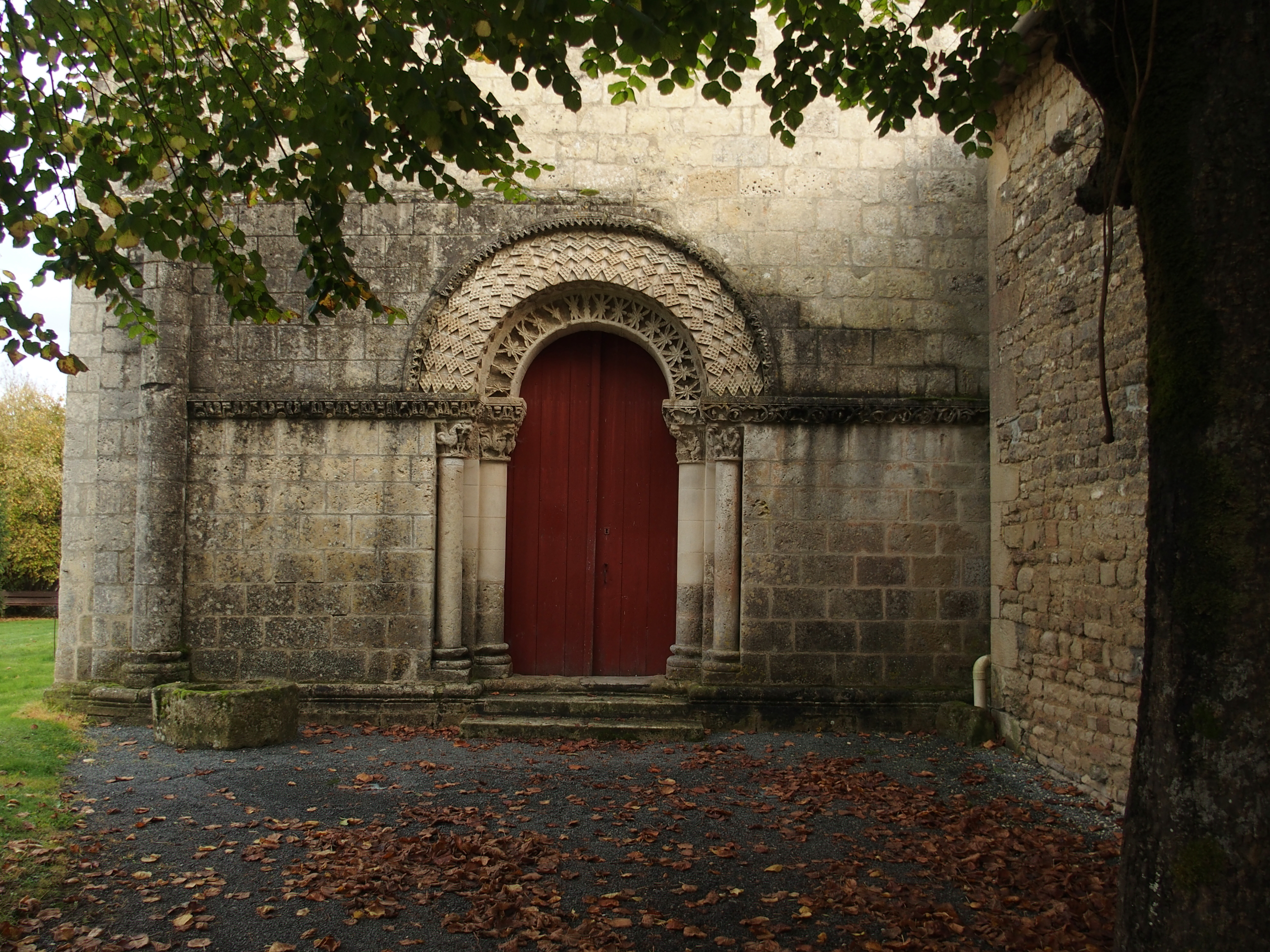